# Matonéri
Matonéri är en ort i Grekland.   Den ligger i prefekturen Trikala och regionen Thessalien, i den centrala delen av landet, 280 km nordväst om huvudstaden Aten. Matonéri ligger 837 meter över havet och antalet invånare är 217.
Terrängen runt Matonéri är varierad. Runt Matonéri är det mycket glesbefolkat, med 6 invånare per kvadratkilometer. Närmaste större samhälle är Metsovo, 15,9 km väster om Matonéri. 